# 南富鎭
南 富鎭（남부진、Nam,Bujin 1961年 - ）は大韓民国慶尚北道醴泉出身の文学研究者。専門は日本近代文学、朝鮮文学、植民地期文学、松本清張、村上春樹、北海道文学など。

## 経歴
- 慶北大学校国語国文学科卒業。高等学校の国語教師（韓国語）を経て、1990年に日本文部省国費留学生として来日。
- 筑波大学大学院文芸言語研究科で博士号（学術）を取得。日本学術振興会外国人特別研究員。早稲田大学、筑波大学で非常勤講師を勤める。
- 2003年より静岡大学人文学部言語文化学科の助教授。2006年より同教授。

## 著書

### 単著
- 『近代文学の〈朝鮮〉体験』勉誠出版　2001年
- 『近代日本と朝鮮人像の形成』勉誠出版　2002年
- 『文学の植民地主義―近代朝鮮の風景と記憶』世界思想社　2006年
- 『翻訳の文学―東アジアにおける文化の領域』世界思想社　2011年
- 『松本清張の葉脈』春風社　2017年
- 『村上春樹　精神の病と癒し』春風社　2019年
- 『桜木紫乃の肖像―北海共和国とクシロの人びと』作品社　2023年
- 『原田康子の挽歌―北海国の終焉』作品社　2024年

### 共編著
- 『張赫宙日本語作品選』白川豊共編　勉誠出版　2003年
- 『張赫宙日本語文学選集　仁王洞時代』白川豊共編　作品社　2022年

## 受賞歴
- 第1回筑波大学日本語日本文学奨励賞（筑波大学、2000年6月）
- 第3回松本清張研究事業奨励賞（松本清張記念館、2001年度）

## 所属学会
- 昭和文学会
- 日本近代文学会
- 松本清張研究会